# Energie chimică
Energia chimică este o formă de energie potențială datorată asocierii atomilor în molecule și a diferitelor alte feluri de agregare ale materiei. Ea se poate defini pe baza energiilor de legătură a electronilor în legături chimice. Se exprimă prin mărimile termodinamice energie internă și entalpie de formare a substanțelor chimice.
Dacă în timpul unei reacții chimice energia sistemului scade, se transferă energie sistemelor înconjurătoare sub diferite forme, de obicei sub formă de căldură. Dacă în timpul unei reacții chimice energia sistemului crește, asta se obține prin conversia altor forme de energie din sistemele înconjurătoare.

## Moduri de conversie și utilizare
Energia chimică este convertită din energie solară prin reacții fotobiochimice ca fotosinteza.

### Sisteme tehnice
Poate fi eliberată sau transformată în energie electrică prin oxidare electrochimică în pile de combustie sau reacții de electrod în baterii electrice, prin ardere în căldură.

### Sisteme biologice
Sinteza și scindarea adenozintrifosfatului permite folosirea fiziologică a energiei chimice. Poate fi transformată în energie mecanică de sistemul muscular prin procesul de contracție musculară.